# دوج دورانگو
دوج دورانگو (به انگلیسی: Dodge Durango) یک شاسی بلند اندازه متوسط است که توسط دوج تولید شده و از مدل سال ۱۹۹۸ شروع شده است. دو نسل اول از این نظر بسیار شبیه بودند که هر دو بر اساس دوج داکوتا و دوج رم بودند، هر دو دارای ساختار بدنه روی قاب بودند و هر دو در کارخانه مونتاژ نیوآرک در نیوآرک، دلاور تا مدل ۲۰۰۹ تولید شدند.
نسل سوم دورانگو با مدل سال ۲۰۱۱ آغاز شد. این خودرو بر روی همان سکوی جیپ گرند چروکی ساخته شده است، دارای ساختار یکپارچه است و از اواخر سال ۲۰۱۰ در کارخانه مونتاژ شمالی جفرسون در دیترویت، میشیگان مونتاژ شده است.
هر نسل گزینه‌هایی برای اندازه‌های مختلف موتور و رتبه‌بندی قدرت، با گیربکس‌های مختلف نیز داشت. در سال ۲۰۰۹ یک نوع هیبریدی معرفی شد، اما به سرعت با نسل دوم دورانگو به پایان رسید. از سال ۲۰۰۷ تا ۲۰۰۹ دورانگو به عنوان کرایسلر آسپن از کرایسلر در دسترس بود. بیش از دو میلیون دورانگو از زمان معرفی آن در سال ۱۹۹۸ فروخته شده است.